# Benedykt Izdbieński
Benedykt Izdbieński, Benedykt z Izdebna herbu Poraj (ur. 1488, zm. 18 stycznia 1553 w Ciążeniu) – biskup poznański od 25 czerwca 1546, biskup kamieniecki od 1545, kanclerz gnieźnieński, kantor krakowski, kanonik poznański, kanonik gnieźnieńskiej kapituły katedralnej  od 1525 roku, działacz kontrreformacji, sekretarz królewski Zygmunta I Starego od 1539 roku, posiadał przywilej kreacji notarialnej.

## Życiorys
Od 1505 studiował w Akademii Krakowskiej, od 1520 odbył studia na uniwersytecie w Padwie.
W 1509 został notariuszem konsystorza gnieźnieńskiego. W 1517 został kanonikiem poznańskim, w 1525 gnieźnieńskim, w 1527 krakowskim. Mianowany wikariuszem biskupa krakowskiego Piotra Gamrata. W 1538 został kanclerzem kurii gnieźnieńskiej, a w 1540 koadiutorem scholasterii krakowskiej. Był posłem na sejmiki ziemskie w latach: 1540, 1543, 1544. W 1541 roku był generalnym prokuratorem kapituły krakowskiej. Już jako biskup poznański uzyskał od papieża prawo do sądzenia w procesach kryminalnych i podpisywania wyroków śmierci. W 1548 uzyskał od króla Zygmunta II Augusta mandat przeciwko braciom czeskim, nakazujący im opuszczenie terytorium I Rzeczypospolitej.
Biskup Benedykt Izdbieński uznał to za obrazę kiedy biskup Andrzej Zebrzydowski napisał do niego list w języku polskim a nie łaciną.
Pochowany w katedrze śś. Apostołów Piotra i Pawła w Poznaniu.